# Astacilla granulata
Astacilla granulata is een pissebed uit de familie Arcturidae. De wetenschappelijke naam van de soort is voor het eerst geldig gepubliceerd in 1877 door Sars.